# دریاچه پاریستان
دریاچه پاریستان (انگلیسی: Paristan Lake) یک دریاچه در گلگت بلتستان کشور پاکستان است. این دریاچه مرتفع ترین و بلندترین دریاچه کشور پاکستان است